# Josef Petrak
Josef Petrak (* 16. Januar 1908 in Wien; † 11. Mai 1979 ebenda) war ein österreichischer Liedtexter und Komponist. Er verfasste die Texte zahlreicher Wienerlieder und Schlager, u. a. auch für Filme von Géza von Bolváry wie Lumpacivagabundus, Die heimliche Gräfin oder Zwischen Strom und Steppe. Zu seinen bekanntesten Werken gehört der Liedtext zu Wie Böhmen noch bei Öst’reich war von 1953, das insbesondere in der Interpretation von Peter Alexander populär wurde. Petrak gehört zu den Gründungsmitgliedern des Verbands Österreichischer Textautoren (VOET). In geringerem Umfang hat sich Petrak auch als Komponist betätigt.

## Werke
Lieder (Komponist in Klammern):
- A Böhm in Wien (Josef Fiedler)
- A schräge Wiesen (Hans Lang)
- A Weiberl wie du (Albert Bahrich)
- Abends, wenn die Sterne wandern (Erwin Halletz)
- Alles nur Einbildung (Albert Bahrich)
- Auf deinen Lippen (Herbert Seiter)
- Auf der Trompete (Trojansky)
- Bimbo, Bimbo ist ein kleines Negerlein (Erwin Halletz)
- Das Reserl von Wien (Josef Fiedler)
- Der Entenblues (Erwin Halletz)
- Der Zwetschkenbam (Albert Bachrich)
- Die Frau Sacher (Josef Fiedler)
- Du bist so keck (Hans Lang)
- Du bist so schön (Robert Alt)
- Ein Tag so schön wie heute (Hans Lang)
- Eine lange Nase (Hans Lang)
- Einen Polkafox aus der Musicbox (Albert Bahrich)
- Es ist a alte G’schicht (Josef Fiedler)
- Es ist net’s erste Mal (Hans Weiner-Dillmann)
- Es steht a Bank am Margaretengürtel (Albert Bachrich)
- Fährt der alte Lord fort (Hans Lang)
- Frau Sacher (Josef Fiedler)
- Gnä Frau, wann gehn ma (Hans Weiner-Dillmann)
- I bin so a Trauminet (Richard Karger)
- I hab an, i hab an, der ist bei der Bundesbahn (Josef Fiedler)
- I riach an Wein (Hans Lang)
- I waß net, was i machen tät (Josef Sirowy)
- Ich bin ganz verschossen, in deine Sommersprossen (Hans Lang)
- Ich bin so fremd zu Haus (Peter Kreuder)
- Ich bin so stürmisch wie der Samum in der Wüste (Erwin Halletz)
- Ich bin verliebt wie ein junger Student (Erwin Halletz)
- Ich geh mit meinem Affen (Hans Lang)
- Ich kann mein Schlüsselloch net finden (Karl Loube)
- Ich trag‘ im Herzen drinn, ein Stückerl altes Wien (Anton Profes)
- Im Himmel spielt der Pistacek (Josef Fiedler)
- In Langenlois (Hans Lang)
- Küsse aus Wien (Ernst Arnold)
- Jeder hat a Vogerl (Michael Danzinger)
- Jeder zweite Wiener is a Böhm (Sepp Schiessl)
- Kinder setz ma uns noch a bisserl z’samm (Michael Danzinger)
- Lach a bissel, wein a bissel (Hans Lang)
- Laßt der Herrgott amol (Hans Lang)
- Li-Li-Li Liebe (Hans Lang)
- Man will nicht, man ahnt nicht, verliebt sich so schnell (Karl Loube)
- Manchmal da möchte i a Bua wieder sein (Klammert)
- Manchmal glaub i daß d‘ mi wirklich gern hast (Josef Fiedler)
- Mein Herz ist verliebt in die Wiener Musik (Sepp Fellner)
- Mein Herz, das ist ein Bilderbuch vom alten Wien (Josef Fiedler)
- Mein Wirtshaus liegt a bisserl aus der Hand (Bruno Uher)
- Mir schmeckt der Wein auch allein (Sepp Schiessl)
- Mit’n Reden kommen d‘ Leut z’samm (Michael Danzinger)
- Morgen wirst du nicht mehr an mich denken (Frank Adam)
- Oft hat’s schon gwackelt (Josef Fiedler)
- Oho schon wieder, schon wieder bin ich verliebt (Hans Lang)
- Patsch Handi z’samm (Josef Fiedler)
- Scheint der Mond auf Hernals (Albert Bachrich)
- Um Wien zu erleben (Hans Lang)
- Vielleicht heut, vielleicht morgen (Josef Fiedler)
- Walzer für Verliebte (Josef Fiedler)
- Wär‘ die Donau nur ein kleines Wasserl (Karl Föderl)
- Was hab’n die Leut amol g’macht (Karl Föderl)
- Was kann ich denn dafür, ein Zigeuner ist mein Herz (Karl Föderl)
- Wenn die Sonne mit dem Mond (Karl Loube)
- Wenn du an Wien denkst, dann denk‘ auch an mich (Josef Fiedler)
- Wenn ein Wiener verliebt ist (Josef Fiedler)
- Wenn i amol nimmer g’spür (Hans Lang)
- Wenn man ’nein kommt in Himmel (Schmidseder)
- Wia der Radetzky noch a G’freiter war (Josef Fiedler)
- Wia ma san, so samma (Hans Lang)
- Wie Böhmen noch bei Öst’reich war (Josef Fiedler)
- Wie ich so alt war wie du (Josef Fiedler)
- Wie mußt du lieben können (Nico Dostal)
- Wien, du bist das letzte Märchen (Karl Föderl)
- Wo am Weg die Äpfel reifen (Josef Fiedler)
- Wozu ist die Straße da (Hans Lang)
- Zerquetschte Trauben (Josef Petrak)

Texte zu den musikalischen Lustspielen:
- Graf Schorschi, 1941 (Musik: Karl Loube)
- Der Himmel auf Erden, 1943 (Musik: Odo Nowosad-Nissen)
- Funkoperette Faschingskrapfen (Musik: Richard Karger)